# František Antonín I. z Thun-Hohensteinu
František Antonín I. hrabě z Thun-Hohensteinu (německy Franz Anton I. Graf von Thun-Hohenstein; 3. října 1786 Praha – 18. ledna 1873 Děčín) byl česko-rakouský šlechtic z významného rodu Thun-Hohensteinů, humanista.

## Život
Narodil se jako syn c. k. polního podmaršálka a velitele pražské posádky a zemského velitele v Čechách, Václava Josefa z Thun-Hohensteinu (1737–1796) a jeho manželky Marie Anny rozené hraběnky Libštejnské z Kolovrat (1750–1828), dámou Řádu hvězdového kříže a jediné dcery Jana Vincence Libštejnského z Kolovrat (1722–1750).
Otec zemřel, když Františku Antonínovi bylo deset let. Poté, co o dva roky později zemřel také jeho starší bratr Josef Václav, se stal dědicem rozsáhlých majetků včetně děčínského panství, kde prožil většinu mládí. O jeho vzdělání se starala matka v Praze a v Chlumci pod vedením irského duchovního abbé Glancyho.
Poté strávil delší čas cestováním, mj. po Anglii. Po návratu vstoupil v roce 1807 do armády, kterou však již následujícího roku opustil, neboť jako plnoletý chtěl převzít správu rodového majetku. Ještě téhož roku se oženil. Po opětovném vypuknutí rakousko–francouzské války v roce 1809 byl znovu povolán do armády a jako pobočník se zúčastnil bitev u Aspernu a Wagramu. V hodnosti nadporučíka se poté vrátil ke správě svého majetku.
V roce 1831 se s celou rodinou vydal na dvouletou cestu po Anglii, Francii a severní Itálii. V roce 1839 podnikl cestu do Haagu, kde jeho syn Bedřich František působil jako atašé císařského velvyslance.

### Správa majetků

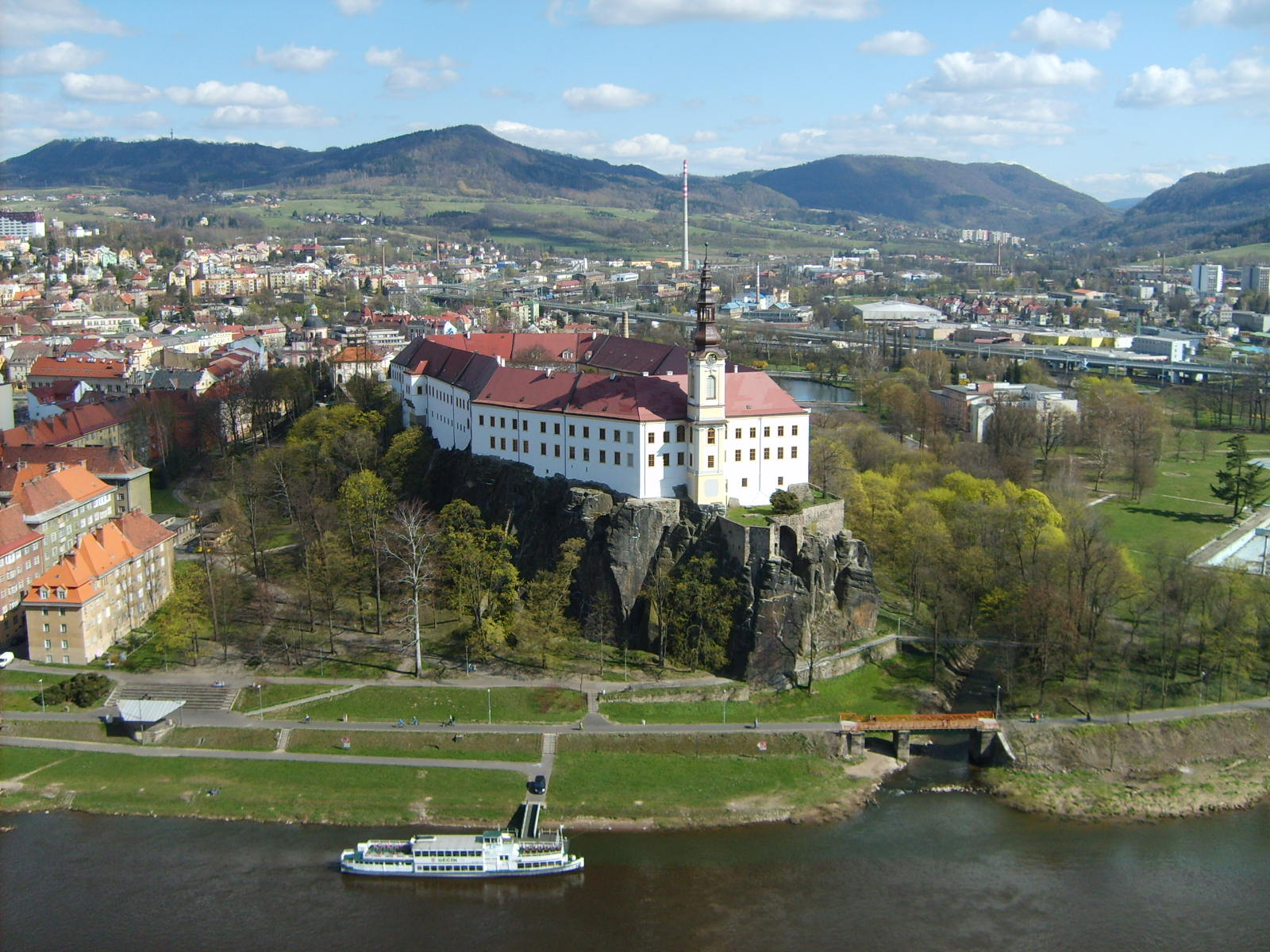
Děčínský zámek

Své statky hrabě spravoval s velkou péčí a zodpovědností a postupně vybudoval prosperující hospodářství. Usiloval o maximální výnosy z půdy a podniků, ale také o celkově lepší hospodaření a blaho svých poddaných, které všemožně podporoval. Podporoval labskou plavbu, vybudoval kvalitní cesty a další komunikační prostředky, včetně poštovny v Podmoklech v roce 1832.
Dbal také o rozvoj výkonné státní služby na svých panstvích, reguloval platy svých úředníků v penězích a naturáliích, v roce 1854 založil vlastní penzijní ústav a schopným mladým mužům poskytl prostředky k vědeckému vzdělání v oboru zemědělství, a následně i odpovídající zaměstnání na svých panstvích (např. František Horský nebo Antonín Emanuel Komers).
Značné prostředky hrabě vynakládal na výstavbu továren a průmyslových institucí, např. výstavba mlýna v Děčíně, přestavba velkého pivovaru v Podmoklech, cukrovaru v Peruci, výstavba továrny na lihoviny a likéry v Podmoklech. Velkými částkami přispěl také do zakládajícího kapitálu přádelny lnu v Bynově, která byla postavena v roce 1865 a měla především podporovat plátenictví v nižších polohách severních Čech.
Hrabě František Antonín I. z Thun-Hohensteinu zemřel v Děčíně 18. ledna 1873.